# Glyphostoma granulifera
Glyphostoma granulifera é uma espécie de gastrópode do gênero Glyphostoma, pertencente a família Conidae.